# گروه بی‌دبلیو
گروه بی‌دبلیو (انگلیسی: BW Group) شرکت کشتیرانی نروژی سنگاپوری است، که در سال ۱۹۵۵ توسط یوئه کونگ پاو و هلموت سوهمن تأسیس شد.